# Sebastián da Silva
Sebastián da Silva Camboué (Montevideo, 8 de junio de 1972), apodado el Negro da Silva, es un productor agropecuario, funcionario y político uruguayo. 
Es Senador de la República Oriental del Uruguay, es licenciado en relaciones internacionales y político uruguayo, pertenece al Partido Nacional.

## Biografía
Ingresa a la Cámara de Representantes en el 2000, como suplente de Álvaro Alonso, quien asume como Ministro de Trabajo. En las sucesivas legislaturas fue actuando en carácter de suplente.
Desde 2020 ocupa la banca senatorial de la que es titular Javier García Duchini (quien asumió como Ministro de Defensa Nacional),